# Pustelnica
Pustelnica (400 m n.p.m.) – wzgórze na Wyżynie Częstochowskiej, pomiędzy Olsztynem a Zrębicami w województwie śląskim. Znajduje się w środkowej części Sokolich Gór. Wysokość względna nad znajdującą się po jego zachodniej stronie suchą doliną wynosi prawie 100 m. Na szczycie Pustelnicy jest punkt triangulacyjny.
Pustelnica w całości znajduje się w obrębie rezerwatu przyrody Sokole Góry. Jest porośnięta lasem, w którym występują liczne skałki wapienne. Są to Turnie Simonda, Harfa i Przewieszony Mur. W skałach tych znajdują się jaskinie i schroniska: Basieta, Jaskinia Koralowa, System Jaskini Olsztyńskiej, Schroniska w Pustelnicy Czwarte, Schronisko nad Jaskinią Koralową, Schronisko Owalne w Pustelnicy, Pimponiówka, Schronisko pod Wantą w Pustelnicy, Schronisko Podwójne w Pustelnicy, Schronisko Pośrednie Dolne, Schronisko Pośrednie Górne, Schronisko Szóste w Pustelnicy, Schronisko w Pustelnicy Pierwsze, Schronisko w Pustelnicy Drugie, Schronisko w Pustelnicy Trzecie, Schronisko w Pustelnicy Piąte, Schronisko w Turni Simonda na Pustelnicy, Schronisko Zachodnie w Pustelnicy, Studnia Zygmunta, Szczelina Frakcji ''N'', Szpaciarnia nad Urwistą, Szpaciarnia w Pustelnicy.
Przez Pustelnicę prowadzi szlak turystyczny oraz ścieżka dydaktyczna.

## Szlaki turystyczne
Olsztyn – Pustelnica – Zrębice – Złoty Potok